# カミル・チョントファルスキー
カミル・チョントファルスキー（Kamil Čontofalský、1978年6月3日 - ）は、スロバキア (旧チェコスロバキア)・コシツェ出身の元同国代表サッカー選手、現サッカー指導者。ポジションはGK。

## 経歴
スロバキアの世代別代表を経て、2002年から2007年にかけてスロバキア代表としてプレーした。また、2000年にはシドニーオリンピックに出場している。
現役引退後はスロバキア国内のクラブでGKコーチを務めている。

## 人物
2018年5月11日、自宅のプールにて、一人息子を遊ばせていたが、目を離した際にプールで溺れ溺死してしまった。

## タイトル

### クラブ
ゼニト・サンクトペテルブルク
- UEFAカップ : 1回 (2007-08)
- UEFAスーパーカップ : 1回 (2008)
- ロシア・プレミアリーグ : 1回 (2007)
- ロシア・カップ : 1回 (2009-10)
- ロシア・スーパーカップ : 1回 (2008)
- ロシア・プレミアリーグカップ : 1回 (2003)